# دبليو. يوجين هانسن
دبليو. يوجين هانسن (بالإنجليزية: W. Eugene Hansen)‏ هو محامي أمريكي، ولد في 23 أغسطس 1928، وتوفي في 5 نوفمبر 2016.